# ناثان بانكس
ناثان بانكس (بالإنجليزية: Nathan Banks)‏ هو عالم حيوانات وعالم حشرات أمريكي، ولد في 13 أبريل 1868 في روسلين في الولايات المتحدة، وتوفي في 24 يناير 1953 في هوليستون في الولايات المتحدة.